# Leichtathletik-Länderkampf der Männer 1954 BR Deutschland – Dänemark
| 10. Leichtathletik-Länderkampf mit bundesdeutscher Beteiligung 1954 | 10. Leichtathletik-Länderkampf mit bundesdeutscher Beteiligung 1954 |               |
| ------------------------------------------------------------------- | ------------------------------------------------------------------- | ------------- |
|                                                                     |                                                                     |               |
| Ländervergleich der Männer: BR Deutschland – Dänemark               |                                                                     |               |
| Austragungsort                                                      | Bremen                                                              |               |
| Wettbewerbe                                                         | 20                                                                  |               |
| Datum                                                               | 21./22. August 1954                                                 |               |
| 1. FRG 2. DNK                                                       | 128 Punkte 085 Punkte                                               |               |
| Chronik                                                             |                                                                     |               |
| ← FRG-NLD (F)                                                       | FRA-FRG (M) →                                                       | FRA-FRG (M) → |

Der zehnte Vergleich des Länderkampfjahres 1954 fand nur wenige Tage vor Beginn der Europameisterschaften in Bern statt. So traten nur wenige Athleten aus der ersten Reihe an. Am 21./22. August 1954 in Bremen war Dänemark der Gegner in diesem Aufeinandertreffen. Eine erste Begegnung der beiden Länder in dieser Saison hatte es am 4. Juli im dänischen Omme gegeben, wo die Geher einen Vergleich ausgetragen hatten.

## Wettbewerbe und Modus
Das Programm war mit zwanzig Disziplinen umfassend, die Veranstaltung wurde an zwei Tagen durchgeführt. Aus dem olympischen Wettbewerbskatalog fehlten nur der Marathonlauf, die beiden Gehwettbewerbe und der Zehnkampf. In den Einzeldisziplinen wurde wieder die Standardwertung angewendet, in den Staffeln wurden die Punkte mit fünf zu drei vergeben.

## Ergebnis
Mit den Rennen über 1500 Meter und 110 Meter Hürden, dem Stabhochsprung sowie dem Hammerwurf entschieden die Dänen vier Disziplinen für sich. Alle weiteren Wettbewerbe gingen an die bundesdeutschen Leichtathleten, acht davon mit Doppelerfolgen. In der vierten Begegnung mit dem allgemeinen leichtathletischen Programm setzten sich Deutschlands Sportler zum vierten Mal durch, diesmal mit 128 zu 85 Punkten.

## Legende
Kurze Übersicht zur Bedeutung der Symbolik – so üblicherweise auch in sonstigen Veröffentlichungen verwendet:
| DSQ | disqualifiziert |

## Resultate

### 100 m
| Platz | Athlet           | Land | Zeit (s) |
| ----- | ---------------- | ---- | -------- |
| 1     | Erich Fuchs      | FRG  | 11,4     |
| 2     | Ottokar Moritz   | FRG  | 11,5     |
| 3     | Jørgen Fengel    | DNK  | 11,5     |
| 4     | Henning Andersen | DNK  | 11,8     |

Datum: 21. August

### 200 m
| Platz | Athlet             | Land | Zeit (s) |
| ----- | ------------------ | ---- | -------- |
| 1     | Karl Blümmel       | FRG  | 22,0     |
| 2     | Jørgen Fengel      | DNK  | 22,6     |
| 3     | Allan Christiansen | DNK  | 22,8     |
| 4     | Emil Heydt         | FRG  | 23,2     |

Datum: 22. August

### 400 m
| Platz | Athlet          | Land | Zeit (s) |
| ----- | --------------- | ---- | -------- |
| 1     | Kurt Bonah      | FRG  | 49,7     |
| 2     | Joachim Seifert | FRG  | 50,2     |
| 3     | Kjeld Roholm    | DNK  | 50,9     |
| 4     | Kaj Hansen      | DNK  | 51,5     |

Datum: 21. August

### 800 m
| Platz | Athlet        | Land | Zeit (min) |
| ----- | ------------- | ---- | ---------- |
| 1     | Ernst Viebahn | FRG  | 1:53,0     |
| 2     | Horst Peters  | FRG  | 1:53,3     |
| 3     | Kjeld Roholm  | DNK  | 1:58,3     |
| 4     | Benny Stender | DNK  | 2:00,8     |

Datum: 22. August

### 1500 m
| Platz | Athlet             | Land | Zeit (min) |
| ----- | ------------------ | ---- | ---------- |
| 1     | Gunnar Meisen      | DNK  | 4:02,8     |
| 2     | Hans Emde          | FRG  | 4:03,6     |
| 3     | Benny Stender      | DNK  | 4:05,8     |
| 4     | Hans Deutschländer | FRG  | 4:06,6     |

Datum: 21. August

### 5000 m
| Platz | Athlet            | Land | Zeit (min) |
| ----- | ----------------- | ---- | ---------- |
| 1     | Friedhelm Bongard | FRG  | 15:09,2    |
| 2     | Thyge Thøgersen   | DNK  | 15:12,8    |
| 3     | Egon Maack        | FRG  | 15:35,4    |
| 4     | Helge Knudsen     | DNK  | 16:35,6    |

Datum: 21. August

### 10.000 m
| Platz | Athlet               | Land | Zeit (min) |
| ----- | -------------------- | ---- | ---------- |
| 1     | Siegfried Steller    | FRG  | 31:12,0    |
| 2     | Poul Jensen          | DNK  | 31:19,2    |
| 3     | Gerd von Hanu-Krüger | FRG  | 31:23,2    |
| 4     | Helge Knudsen        | DNK  | 32:57,2    |

Datum: 22. August

### 110 m Hürden
| Platz | Athlet             | Land | Zeit (s) |
| ----- | ------------------ | ---- | -------- |
| 1     | Erik Nissen        | DNK  | 15,9     |
| 2     | Kurt Nielsen       | DNK  | 16,1     |
| 3     | Godehard Trentmann | FRG  | 16,5     |
| DSQ   | Hans Zepernick     | FRG  |          |

Datum: 21. August

### 400 m Hürden
| Platz | Athlet            | Land | Zeit (s) |
| ----- | ----------------- | ---- | -------- |
| 1     | Helmut Kwoczek    | FRG  | 54,4     |
| 2     | Georg Sallen      | FRG  | 54,6     |
| 3     | Sven Risager      | DNK  | 56,3     |
| 4     | Torben Johannesen | DNK  | 56,7     |

Datum: 22. August

### 3000 m Hindernis
| Platz | Athlet            | Land | Zeit (min) |
| ----- | ----------------- | ---- | ---------- |
| 1     | Stefan Lüpfert    | FRG  | 09:28,4    |
| 2     | Frederik Hauge    | DNK  | 09:28,8    |
| 3     | Gerhard Globisch  | FRG  | 09:39,4    |
| 4     | Niels Søndergaard | DNK  | 10:24,2    |

Datum: 22. August

### 4 × 100 m Staffel
| Platz | Besetzung      | Land                                                         | Zeit (s) |
| ----- | -------------- | ------------------------------------------------------------ | -------- |
| 1     | BR Deutschland | Ottokar Moritz Erich Fuchs Emil Heydt Karl Blümmel           | 41,7     |
| 2     | Dänemark       | Jørgen Fengel Allan Christiansen Henning Andersen B. Schmidt | 42,1     |

Datum: 21. August

### 4 × 400 m Staffel
| Platz | Besetzung      | Land                                                  | Zeit (min) |
| ----- | -------------- | ----------------------------------------------------- | ---------- |
| 1     | BR Deutschland | Joachim Seifert Horst Peters Ernst Viebahn Kurt Bonah | 3:18,2     |
| 2     | Dänemark       | Kaj Hansen Windslow Allan Christiansen Schmidt        | 3:22,8     |

Datum: 22. August

### Hochsprung
| Platz | Athlet          | Land | Höhe (m) |
| ----- | --------------- | ---- | -------- |
| 1     | Werner Bähr     | FRG  | 1,88     |
| 2     | Jürgen Hinrichs | FRG  | 1,85     |
| 3     | Niels Breum     | DNK  | 1,80     |
| 4     | Niels B. Møller | DNK  | 1,75     |

Datum: 21. August

### Stabhochsprung
| Platz | Athlet              | Land | Höhe (m) |
| ----- | ------------------- | ---- | -------- |
| 1     | Richard Larsen      | DNK  | 3,80     |
| 2     | Wolfgang Goldenbohm | FRG  | 3,70     |
| 3     | Ernst Lachermund    | FRG  | 3,60     |
| 4     | Aksel Larsen        | DNK  | 3,50     |

Datum: 22. August

### Weitsprung
| Platz | Athlet           | Land | Weite (m) |
| ----- | ---------------- | ---- | --------- |
| 1     | Ronald Krüger    | FRG  | 7,33      |
| 2     | Henning Andersen | DNK  | 7,99      |
| 3     | Erhard Mallek    | FRG  | 6,95      |
| 4     | Helge H. Olsen   | DNK  | 6,66      |

Datum: 21. August

### Dreisprung
| Platz | Athlet            | Land | Weite (m) |
| ----- | ----------------- | ---- | --------- |
| 1     | Kurt Trozowski    | FRG  | 13,86     |
| 2     | Walter Mahlendorf | FRG  | 13,63     |
| 3     | E. Larsen         | DNK  | 13,31     |
| 4     | H. H. Olsen       | DNK  | 13,07     |

Datum: 22. August

### Kugelstoßen
| Platz | Athlet             | Land | Weite (m) |
| ----- | ------------------ | ---- | --------- |
| 1     | Gerhard Brink      | FRG  | 14,80     |
| 2     | Verner Hurtigkarl  | DNK  | 14,18     |
| 3     | Andreas Michaelsen | DNK  | 13,97     |
| 4     | Erwin Horeis       | FRG  | 13,90     |

Datum: 22. August

### Diskuswurf
| Platz | Athlet            | Land | Weite (m) |
| ----- | ----------------- | ---- | --------- |
| 1     | Heinz Rosendahl   | FRG  | 47,83     |
| 2     | Walter Janssen    | FRG  | 46,47     |
| 3     | Jørgen Munk Plum  | DNK  | 45,15     |
| 4     | Verner Hurtigkarl | DNK  | 42,46     |

Datum: 21. August

### Hammerwurf
| Platz | Athlet              | Land | Weite (m) |
| ----- | ------------------- | ---- | --------- |
| 1     | Sv. Aa. Frederiksen | DNK  | 52,31     |
| 2     | Poul Cederquist     | DNK  | 51,15     |
| 3     | Hugo Ziermann       | FRG  | 50,55     |
| 4     | Alfons Sonneck      | FRG  | 46,18     |

Datum: 21. August

### Speerwurf
| Platz | Athlet          | Land | Weite (m) |
| ----- | --------------- | ---- | --------- |
| 1     | Heinrich Will   | FRG  | 65,37     |
| 2     | Herbert Diewald | FRG  | 63,04     |
| 3     | Thomas Bloch    | DNK  | 58,81     |
| 4     | Steendahl       | DNK  | 52,18     |

Datum: 22. August